# Overstapstation

## Soorten overstapstations
Een overstapstation of knooppuntstation is een spoorwegstation met als belangrijke functie dat reizigers kunnen overstappen tussen verschillende treinen. In engere zin wordt de eerstgenoemde term gebruikt voor een station waar een relatief groot deel van de reizigers overstapt, terwijl weinig reizigers in de directe omgeving van het station moet zijn. 
- Station Weesp is een station waar het aantal overstappers het aantal in- en uitstappers overstijgt, omdat tussen het Gooi en Almere enerzijds en Schiphol en Amsterdam anderzijds veel reizers moeten overstappen.
- Voor de opening van de Schipholboog in 2006 was station Duivendrecht ook een belangrijk overstapstation. Vele malen meer mensen stapten hier over op een andere trein of op de metro dan dat er hun begin- of eindbestemming in Duivendrecht of Venserpolder hadden; enerzijds reizigers tussen Utrecht en Amsterdam-Zuid en Schiphol, anderzijds tussen Almere en de kantoren in Amsterdam-Zuidoost nabij station Amsterdam Bijlmer ArenA. Die eerste overstaprelatie is goeddeels overgenomen door de opening van de Schipholboog.

Theoretisch kan elk station dat bij een spoorwegsplitsing of spoorwegaftakking zit een overstapstation worden maar de vervoersvraag op de verbinding bepaalt voor een belangrijk deel of een station zich in praktische zin ontwikkeld tot een overstapstation. Zo is Geldermalsen een overstapstation geworden omdat relatief veel reizigers van de Merwede-Lingelijn  (die stops heeft in plaatsen als Gorinchem en Leerdam) hier over moeten stappen op de stoptrein naar Utrecht. Het station Den Dolder (waar de lijn naar Soest aftakt van de lijn Utrecht-Amersfoort) heeft zich niet tot een vergelijkbaar overstapstation ontwikkeld omdat er kennelijk minder vervoersvraag per trein is tussen Soest en Amersfoort.
Soms ontstaat een overstap om technische redenen: in Roermond en Nijmegen begint cq. eindigt een ongeëlektrificeerd traject (dat bereden wordt door dieseltreinen): elektrische treinen kunnen niet rijden op ongeëlektrificeerde baanvakken zodat treinreizigers in deze genoemde steden moeten overstappen op een dieseltrein.
Sinds de uitbesteding van regionale lijnen in Nederland kan het ook zijn dat treinen niet verder rijden vanwege de beperkingen van een concessie: passagiers moeten dan overstappen op een andere vervoerder. Treinen van Connexxion zullen tussen Amersfoort en Ede-Wageningen niet doorrijden naar Utrecht respectievelijk Arnhem, ook al kan daar vervoerstechnisch vraag naar zijn.
Op sommige overstapstations bestaat er een mogelijkheid om op hetzelfde perron over te stappen. Over het algemeen zorgt de spoorwegmaatschappij voor voldoende overstaptijd. In Nederland was het voorheen de gewoonte dat bij vertraging van een trein, de aansluitende trein bleef wachten op het overstapstation. Deze regeling is in het begin van de 21ste eeuw afgeschaft.

## Overstapstation van trein op metro of sneltram
Van een overstapstation kan ook gesproken worden als twee rail-modaliteiten of vervoersmodaliteiten op elkaar aansluiten zoals een metro- of sneltramlijn op een spoorlijn. In ruime zin eindigen vele tram- of buslijnen op een (groot) station en zijn vrijwel alle stations overstappunten tussen twee of meer modaliteiten. In enge zin kunnen twee lijnen van verschillende modaliteiten onderweg één halte of station delen waarbij er bewust een praktische overstapmogelijkheid is gecreëerd: zie onder andere de paragraaf belangrijke overstapstations op metro, sneltram en tram.

## Belangrijke Nederlandse overstapstations
- Amsterdam Centraal
- Amsterdam Sloterdijk
- Amersfoort Centraal
- Arnhem
- Den Haag HS
- Deventer
- Dordrecht
- Duivendrecht
- Hengelo
- 's-Hertogenbosch
- Eindhoven Centraal
- Geldermalsen
- Leiden Centraal
- Nijmegen
- Roermond
- Roosendaal
- Rotterdam Centraal
- Schiedam Centrum
- Schiphol
- Tilburg
- Utrecht Centraal
- Venlo
- Weesp
- Zwolle

## Belangrijke overstapstations op metro, sneltram of tram
- Amsterdam Amstel
- Amsterdam Lelylaan
- Amsterdam Zuid
- Den Haag Laan van NOI (Randstadrail)
- Rotterdam Alexander
- Rotterdam Blaak
- Schiedam Centrum (Metronetwerk Rotterdam)
- Utrecht Vaartsche Rijn (vanaf eind 2019 overstapstation voor de Uithoflijn)
- Zoetermeer (Randstadrail)

## Andere landen
Een opvallend voorbeeld van een station met overstappen als hoofdfunctie is Limerick Junction in Ierland.